# 吴山水库
吴山水库是中国湖北省随州市境内的一座水库，位于搓水上游朱家湾河上，建于1966年。水库正常库容为9647万立方米，集雨面积为100平方千米，海拔为195米。